# Boy Scouts of America

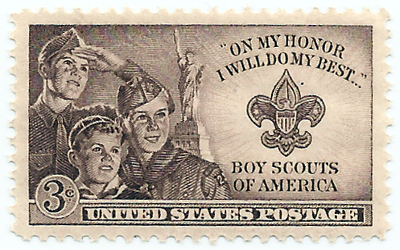
skauti z BSA na známce z roku 1950

Boy Scouts of America (BSA) je skautská organizace pro mládež s více než 5 milióny členů napříč USA. Podobně jako jiné skautské organizace se snaží formovat životní hodnoty mladých lidí.

## Organizace
Skauti (Boy Scouts) jsou ve věku 11–17 let a patří do družin, skupin skautů spojených s kostelem, školou nebo poštou. Vlčata (Cub Scouts) jsou ve věku 6–10 let. Kategorie vlčata zahrnuje několik stupňů Tygři (Tigers), Vlci (Wolfs), Medvědi (Bears), a Webelos (Americký indiánský kmen a také zkratka "we'll be loyal Scouts,"). Starší skauti se mohou stát Rovery (Venturer Scouts).

## Historie
BSA bylo založeno americkým spisovatelem W. D. Boycem v roce 1910, ale velmi se podobalo skautingu, vzniklému ve Velké Británii, a ranému skautskému hnutí. James E. West pomohl v počátcích rozvoji BSA, ale také způsobil silnější vazbu na náboženství v porovnání se skauty v Evropě. Popularita skautingu rostla mezi lety 1910 a 1920 díky vzestupu "knih pro chlapce" věnovaných skautingu a první světové válce. Skauting měl mnoho členů v roce 1960, ale od roku 1970 začal jejich počet klesat, a to navzdory snaze učinit skauting moderním podle měnících se požadavků a přidáním více odborek (merit badge).

### Kontroverze
V průběhu let získalo BSA některé stránky, které se nelíbí mnoha Američanům. Byl to například odpor vůči odborovým svazům (organizovaní dělníci) v roce 1920, požadavek, aby skauti věřili v Boha, a odmítání homosexuálů, když se chtěli stát členy.